# Luis Enrique de Borbón-Soissons
Luis Enrique de Borbón-Soissons (agosto de 1640-8 de febrero de 1703), conocido como el Chevalier de Soissons, era un hijo natural de la casa de Condé. Fue barón de Bonnétable, conde de Noyers, y pretendiente a los títulos de príncipe de Neuchâtel y de Valangin, títulos no efectivos no reconocidos por el rey y que no implicaban ninguna soberanía (el principado de Neuchâtel de hecho pasó al rey de Prusia).
También fue heredero del condado de Dunois y de la señoría de Coulommiers en tanto que primo de María de Nemours, princesa de Neuchâtel y Valangin, duquesa de Estouteville, condesa de Saint-Pol, de Tancarville y de Dunois, señora de Coulommiers (fallecida en 1707), quien le favoreció con generosidad: transmitió los condados de Dunois y de Noyers así como las baronías de Coulommiers y de Bonnétable a su descendencia, los Albert de Luynes de Chevreuse.

## Vida
Luis Enrique era hijo natural de Isabel de Hayes y de Luis de Borbón-Soissons (1604-1641), condé de Soissons, quien a su vez era nieto del príncipe Luis I de Borbón-Condé y de Francisca de Orléans-Longueville condesa de Noyers. Tenía tan sólo un año cuando murió su padre en la batalla de La Marfée.
En 1643, fue legitimado gracias a la protección de su benefactora, su prima María de Orléans-Longueville, quien le legará el condado de Dunois. En 1658, recibió el beneficio de abad comanditario de la abadía de Saint-Pierre de la Couture.

### Matrimonio y hijos
El 7 de octubre de 1694, se casó con Angélica de Montmorency-Luxemburgo, hija de mariscal de Luxemburgo y de Madeleine de Clermont. Tuvieron dos hijas:
- Luisa Leontina (1696-1721), se esposó en 1710 con Carlos Felipe de Albert (1695-1758), duque de Luynes y de Chevreuse.
- María Ana Carlota (1701-1711), mademoiselle de Estouteville.[1]